# آیین توبه

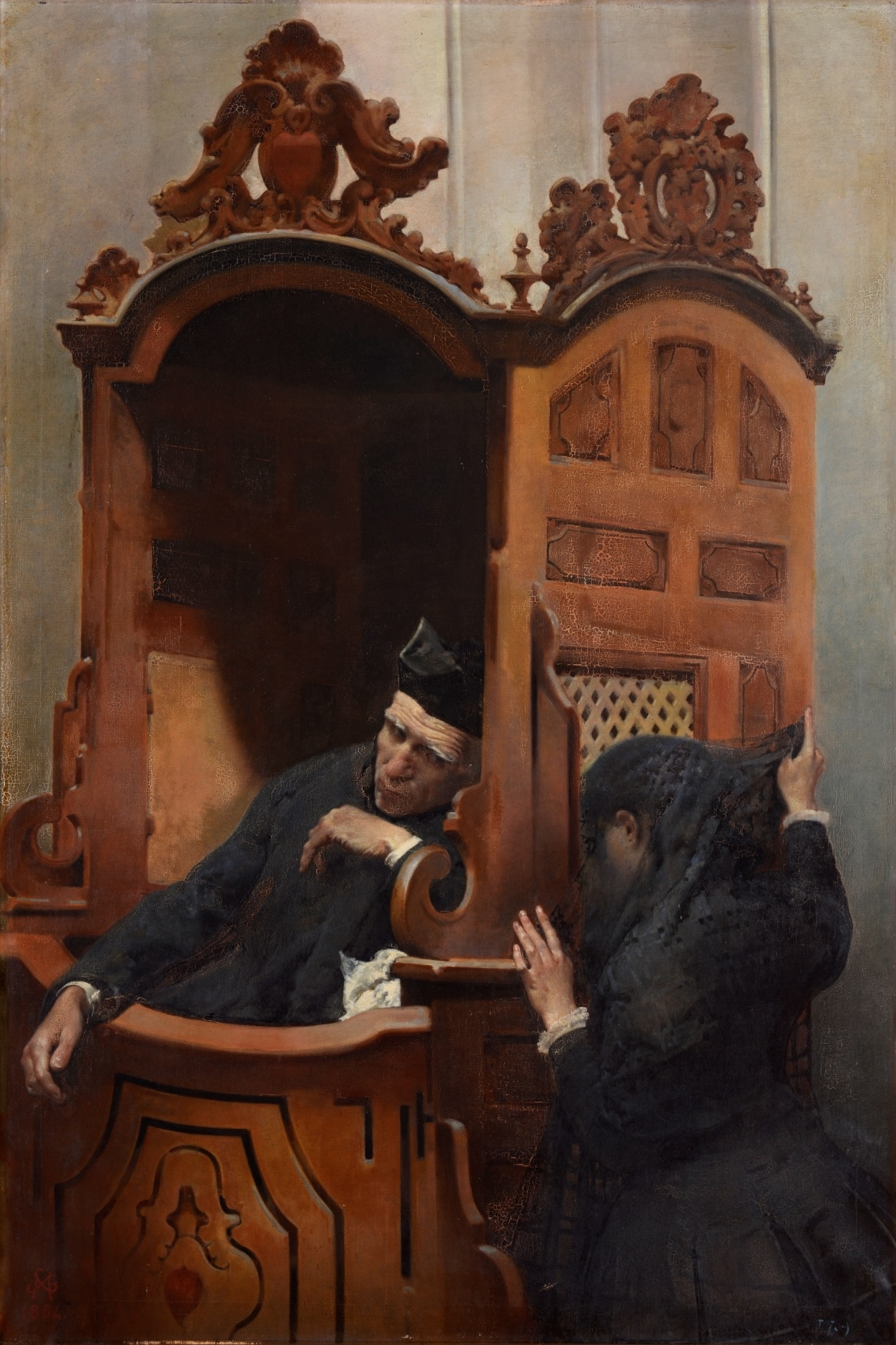
یک خانوم در حال اعتراف نزد کشیش

اعتراف به گناه، به شکل آیینی امروزه، مختص مسیحیت است و بخشی از ایمان و وظایف ایشان است. اما به نظر می‌رسد که این سنت دارای پیشینه‌ای قبل از آن است.

## پیشینه
اعتراف نامه با محتوای دعا و نیایش و طلب بخشایش رامی توان از حدود ۲۵۰۰ سال قبل از میلاد در ادبیات مصر باستان مشاهده کرد. از حدود ۱۵۰۰ تا ۲۰۰۰ سال قبل از میلاد نیز در ادبیات آشوری - بابلی، سرودها و دعاهایی مانند مزامیر عبرانی به جا مانده است.
در سنت یهودی مسیحی، اعتراف به گناه به صورت علنی یا شخصی، برای کسب مغفرت الهی ضروری تلقی شده است.
رسالت پیامبران عهد عتیق این بود که در مردم احساس گناهکاری و پذیرش جرم خود را به صورت شخصی یا جمعی بیدار کنند. پیش از ویران شدن معبد اورشلیم در سال ۷۰، در روز کفّاره، یوم‌کیپور، اعتراف جمعی به گناه قبل از آمرزش گناه و توبه صورت می‌گرفت اما از هنگام تخریب معبد، روز آمرزش همچنان در اورشلیم به عنوان روز دعا، روزه و اعتراف ادامه یافته است.
در عهد جدید، پیش از عیسی، تعمیدهای یحیای معمدان نیز با اعتراف عمومی به گناهان توأم بود.
رسم اعتراف مفصل نزد اسقف یا کشیش تقریباً از اوایل تاریخ کلیسا آغاز شد. در ابتدا، اعتراف به گناهان علنی بود و موجب شرمساری و سرافکندگی گناهکار می‌گردید، به همین دلیل در قرن چهارم میلادی برای پیشگیری از هتک آبروی افراد و عوارض احتمالی آن، مقرر شد که اعتراف شخصی و در خفا صورت گیرد.
در کلیسای روم در قرن پنجم، این سنت عبارت بود از شنیدن اعترافات در آغاز روزه و آشتی دادن افراد توبه کار در پنج‌شنبه مقدس.
به‌تدریج رسم آشتی دادن یا بخشودن گناهکاران بلافاصله پس از اعتراف و پیش از انجام توبه مورد توجه قرار گرفت.
در پایان قرن یازدهم، تنها گناهکاران رسوا و بدنام در روز پنج شنبه مقدس آشتی داده می‌شدند. اغلب چنین بود که اعتراف به جرم گناهان شدید تا آستانه مرگ به تأخیر می‌افتاد. برای تصحیح این رویه نادرست، چهارمین شورای لاتران در سال ۱۲۱۵ قانونی را وضع کرد که بر اساس آن، هر مسیحی باید سالی یک بار نزد کشیش اعتراف کند، البته این اقرارها به امانت نزد کشیش می‌ماند و آن‌ها مجاز به برملا کردن این اسرار نبودند. فقط به‌تدریج برای هر معصیتی کفاره‌ای مشخص در نظر گرفته شد.
بزرگانی چون لایبنیتز، ولتر و گوته اشاراتی به محاسن این آیین کردند. چرا که معتقد بودند اعتراف به گناه علاوه بر تسکین خاطر گناهکار از میزان جرایم عمومی نیز می‌کاهد. هر چند که این سنت بعدها دچار تغییرات زیادی شد.
بر اساس تعالیم کلیسای کاتولیک روم آیین اعتراف یکی از آیین‌های مقدس است که مسیح پایه‌گذار آن بوده و اعتراف به همه گناهان بزرگ که بعد از تعمید صورت گرفته ضروری است. آموزه کلیساهای ارتدوکس شرق درباره اعتراف با آموزه کلیسای کاتولیک روم یکسان است.
اغلب پروتستانها اعتراف کلی به گناهان و بخشودگی در مراسم عشای ربانی را برای شام خداوند کافی می‌دانند. به عقیده بسیاری از لوتریها، اعتراف و برائت شخصی بود که از نهضت اصلاحات دینی (Reformation) جان سالم به در برد. اما سرانجام بیشتر اعضای آن از آن روی تافتند. ژان کالون نیز به ارزش اعتراف و برائت شخصی برای آنان که آگاهانه دچار این مشکل شده‌اند، اذعان داشت اما منکر این بود که اعتراف کردن یکی از آیین‌ها باشد یا آن که برای مغفرت گناهان ضروری باشد.
در بعضی از کلیساهای پنجاهه گرا و بنیادگرا، اعتراف به گناه بخش مهمی از مراسم عبادی است. بسیاری از پروتستان‌ها اعتراف محرمانه یا شخصی را غیرمنطبق با کتاب مقدس می‌دانند و اعترافی را که آیین پنداشته شده، مبتنی بر کتاب مقدس نمی‌دانند. این پروتستان‌ها بر این تأکید دارند که تنها خدا می‌تواند گناهان را ببخشاید.